# نوط حرب تشرين 1973
من الأوسمة العراقية حيث صدر هذا النوط في العراق ومنح للضباط والمراتب في الجيش العراقي المشاركين في حرب تشرين 1973 علئ الجبهة السورية, حيث كان للجيش العراقي دورا مميزا في نجدة الجيش السوري على جبهة الجولان في هذه الحرب بالإضافة الئ الدعم الجوي واللوجستي ل الجيش المصري والجيش الأردني 